# 1510
1510 (MDX) var ett normalår som började en tisdag i den julianska kalendern.

## Händelser

### Mars
- Mars – 60-årig fred sluts mellan Sverige och Ryssland.
- 4 mars–20 maj – Portugal ockuperar Goa.[1]

### Augusti
- 27 augusti – Svenskarna besegras av danskarna i slaget vid Fantahåla.

### November
- 23 november – Goa blir en portugisisk koloni.[1]

### Okänt datum
- Sverige ingår förbund med Lübeck mot Danmark. Tack vare detta kan svenskarna under hösten erövra Kalmar slott (augusti) och Borgholms slott (november) från danskarna. Lübeck ansluter övriga Hansan till förbundet. Danskarna jagar dock snabbt bort Hansan ur kriget.
- Svante Nilsson (Sture) vill ha manskap till kriget från Bergslagen men därifrån vill man i stället betala kriget med pengar.
- Sala silvergruva upptäcks.
- Paul Griks, Sveriges förste infödde boktryckare, börjar utge avlatsbrev, skolböcker och helgonlegender för domkapitlet i Uppsala.
- Katolska ligan bildas.
- Boken De occulta philosophia ("Om ockult filosofi") av Heinrich Cornelius Agrippa utges i Köln.

## Födda
- 28 oktober – Franciskus Borja, spansk präst, jesuit och helgon.
- Jean Goujon, fransk skulptör.
- Tullia d'Aragona, italiensk poet, filosof och kurtisan.
- Beatriz de la Cueva de Alvarado, guvernör i Guatemala.
- Jelena Glinskaja, rysk storfurstinna och regent.
- Isabel Moctezuma, aztekisk prinsessa.
- Gracia Mendes Nasi, osmansk affärskvinna.

## Avlidna
- 1 mars – Francisco de Almeida, portugisisk militär och upptäcktsresande.
- 17 maj – Sandro Botticelli, italiensk konstnär.
- 15 september – Katarina av Genua, italiensk mystiker, helgon.
- Francesco Bianchi-Ferrari, italiensk målare.
- Giorgione, italiensk målare.
- Laurentius Suurpääs, biskop i Åbo stift.
- Caterina Cornaro, drottning av Cypern.
- Mandukhai Khatun, mongolisk drottning.
- Giovanna av Amalfi, italiensk hertiginna och regent.

### Fotnoter
1. 1 2  World Statesmen (läst 4 april 2011)